# Where I Should Be
Where I Should Be è il sesto album in studio del musicista britannico Peter Frampton, pubblicato nel 1979.

## Tracce
Tutti i brani sono di Peter Frampton, eccetto dove indicato.
1. I Can't Stand It No More – 4:14
2. Got My Feet Back on the Ground – 3:57 (Frampton, Rodney Eckerman)
3. Where I Should Be (Monkey's Song) – 4:30
4. Everything I Need – 5:13 (Frampton, Bob Mayo)
5. May I Baby – 3:37 (Isaac Hayes, David Porter)
6. You Don't Know Like I Know – 3:15 (Isaac Hayes, David Porter)
7. She Don't Reply – 3:39
8. We've Just Begun – 5:26 (Frampton, Bob Mayo)
9. Take Me by the Hand – 4:13
10. It's a Sad Affair – 4:20